# مستوى سطح البحر
متوسط مستوى سطح البحر (MSL) هو مقياس لمتوسط ارتفاع سطح المحيط (مثل نقطة المنتصف ما بين ارتفاع المد ومتوسط الجزر المنخفض); ويستخدم معيارًا لحساب ارتفاع الأرض. كما يلعب متوسط مستوى سطح البحر دورًا في الملاحة، حيث يستخدم ضغط مستوى سطح البحر المعياري كمرجع لقياس ارتفاع مستويات الطيران.

## القياس

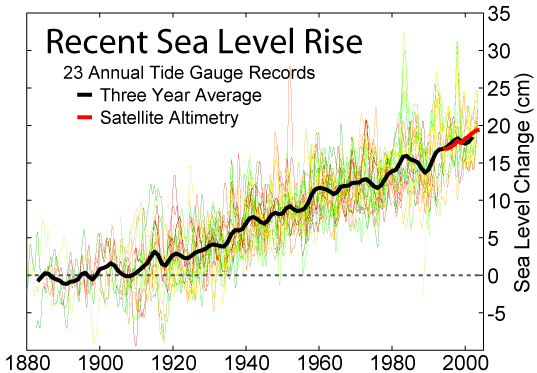
أظهرت قياسات مستوى سطح البحر من قياس 23 بمقياس المد الطويل في البيئات المستقرة جيولوجيًا ارتفاعًا يصل لما يقرب من 200 ملم (7.9 بوصة) خلال القرن العشرين (2 ملم/عام).

بالنسبة لمشغل مقياس المد، يعني متوسط مستوى سطح البحر «مستوى الماء الساكن» - أي مستوى سطح البحر عند وجود موجات الرياح المتوسطة - لمدة زمنية معينة والتي تحدث تغييرات في مستوى سطح البحر، على سبيل المثال قد ترجع إلى المد وكذلك مع استخلاص المتوسط. وهناك مقاييس لقياس متوسط مستوى سطح البحر فيما يتعلق بالأرض، حيث يمكن أن يحدث تغير في متوسط مستوى سطح البحر نتيجة تغير حقيقي في مستوى سطح البحر أو تغيير في ارتفاع الأرض التي يتم تشغيل مقاييس المد عليها.
في المملكة المتحدة، يشير مصطلح النقطة المرجعية الحربية (ارتفاع 0 متر في خرائط المملكة المتحدة) إلى متوسط مستوى سطح البحر المقاس عند مدينة نيولين بمقاطعة كورنوال بين عامي 1915 و1921، وقبل عام 1921 كانت هذه المعطيات هي متوسط مستوى سطح البحر في ميناء فكتوريا، ليفربول.
وفي فرنسا، دائمًا ما يقيس مدى ارتفاع المد والجزر مستوى سطح البحر منذ عام 1883 وتقدم أقدم البيانات حول مستوى سطح البحر، ويستخدم في جزء من قارة أوروبا وجزء كبير من أفريقيا كمستوى سطح البحر الرسمي.
وتستخدم أجهزة قياس الارتفاع بالأقمار الصناعية في تقديم قياسات دقيقة لمستوى سطح البحر منذ إطلاق القمر الصناعي توبيكس/بوسيدون في عام 1992. وفي مهمة مشتركة بين وكالة ناسا والمركز الوطني الفرنسي، جاء القمر الصناعي توبيكس/بوسيدون تابعًا للقمر الصناعي جاسون 1 في عام 2001 وبعثة تضاريس سطح المحيط على متن القمر الصناعي جاسون 2 في عام 2008.

## صعوبات الاستخدام

1. المحيط. 2. السطح الناقص المرجعي.
3. خط رأسي محلي. 4. القارة. 5. مجسم أرضي

لتوسعة نطاق هذا التعريف بعيدًا عن البحر، فإن ذلك يعني مقارنة الارتفاع المحلي لمتوسط مستوى سطح البحر «المستوى» مع سطح مرجعي أو نقطة مرجعية، تسمى المجسم الأرضي. في حالة السكون أو عدم وجود قوى خارجية، فإن متوسط مستوى سطح البحر يتزامن مع سطح المجسم الأرضي ويتساوى جهد سطح الجاذبية الأرضية. وفي الواقع وبسبب التيارات المائية وتباين ضغط الهواء ودرجة الحرارة والملوحة وغيرها، فإن هذا لا يحدث ليس على الأقل كمتوسط طويل الأمد. ويشار إلى الاعتماد على الموقع وثبات الزمن والتمييز بين متوسط مستوى سطح البحر والمجسم الأرضي على أنها تضاريس سطح المحيط (الثابتة). ويتغير على مستوى العالم في مدى ± 2 م.
من المعتاد معالجة قياسات متوسط مستوى سطح البحر بحيث تضع في الاعتبار تأثير مرور دورة قمرية مدتها 228 شهرًا ومرور دورة شمسية مدتها 223 شهرًا على المد والجزر. ومتوسط مستوى سطح البحر ليس ثابتًا على سطح الأرض، على سبيل المثال، يكون متوسط مستوى سطح البحر في المحيط الهادي عند نهاية قناة بنما 20 سـم (7.9 بوصة) أعلى منه عند نهاية المحيط الأطلنطي.